# Susak
Susak (Sansego) je hrvatski jadranski otok u otočnoj skupini Cres-Lošinj. Otok je geološki različit od ostalih hrvatskih otoka, oblikovan od slojeva prapora položenog na vapnenačkoj stijeni.
Velik broj suščanskih (Sansegoti) iseljenika živi u Sjedinjenim Američkim Državama, najviše u Hobokenu, New Jersey. Susak je karakterističan po specifičnom govoru i narodnoj nošnji.

## Naselja
Na otoku postoje dva naselja, Donje Selo ili Spiaza, i starije, Gornje Selo. Udaljenost između tih dvaju sela je stotinjak metara, a prometnica koja ih povezuje zapravo je krivudavo kameno stubište koje ide kroz trstiku.
Gornje Selo je malo udaljenije od mora, a Donje Selo, odnosno Spiaza, kako sam naziv sugerira, je priobalno.

## Stanovništvo
Jedino autohtono i apsolutno većinsko stanovništvo su Hrvati (Sansegoti).
Svojevremeno je otok bio najgušće naseljeni prostor u bivšoj SFRJ. Masovno iseljavanje s otoka je počelo 1964. godine, uvođenjem poreza na vino, inače glavnog susačkog proizvoda.

## Povijest
Na otok prvi dolaze Iliri, koji su na Veloj Straži, najvišoj točki otoka (98 m), sagradili obrambenu i dojavnu građevinu. Nakon Ilira dolaze Rimljani. Rimski pisac Plinije spominje Susak kao pješčani otok nedaleko od današnje Pule.
Nakon pada Zapadnog Rimskog Carstva (476. godine), otok dolazi pod vlast Ostrogota, a od 6. do 10. stoljeća je pod vlašću Bizanta.
Hrvati naseljavaju Susak u 8. stoljeću, a otok u 10. stoljeću postaje dio kraljevine Hrvatske. Na otok dolaze benediktinci, kojima hrvatski kralj Krešimir gradi samostan. Prvi redovnici dolaze iz Osora, a poglavar dolazi iz Monte Cassina u Italiji. Samostan ubrzo prerasta u opatiju.
Prvi pisani dokument koji spominje otok je Mletačka kronika Ivana Đakonina iz 884. godine, u kojem se Susak naziva "Sansegus"'u kojem je zapisan pod imenom. 
Otok često napadaju gusari i uskoci, pa se u 12 st. gradi utvrda, čije je ruševne temelje i danas moguće vidjeti u blizini crkve.
U 14. stoljeću opatija se ukida, ali nastavlja djelovati kao samostan sve do 1770. godine. Po ukidanju opatije, otok i imovina pripada osorskom biskupu, koji na Susku osniva župu i na ostacima benediktinske opatije gradi župnu crkvu sv. Nikole. Današnji oltar Gospe Karmelske je izgrađen na svetištu opatije.
Po odlasku benediktinaca otok je imao oko 300 stanovnika.
U 18. stoljeću otok dolazi pod upravu Habsburške Monarhije odnosno Austro-Ugarske, koje gradi odmaralište, lječilište, šetnicu koja spaja dvije najveće pješčane uvale, svjetionik (1885.), te uvodi uredno vođenje zemljišnih knjiga (katastar).
Nakon Austro-Ugarske, otok potpada pod Italiju, koja provodi radikalnu talijanizaciju: talijanski postaje službeni jezik, a sva se imena i prezimena prevode na njihovu talijansku verziju.
Susak na vrhuncu svog razvoja, 1936. godine gradi vinariju, a 1940. tvornicu za preradu ribe. Krajem Drugog svjetskog rata, otok dostiže svoj demografski maksimum - 1876 stanovnika.
Završetkom Drugog svjetskog rata, Susak postaje dio Hrvatske, tj. Jugoslavije. Komunistički režim provodi nacionalizaciju i agrarnu reformu, što je imalo jako loše posljedice za otok. Tvornica za preradu riba se zatvara, a 1960-ih godina počinje masovno iseljavanje[nedostaje izvor]. Čak 1395 Suščana napušta otok zbog političkih i ekonomskih razloga. Svatko tko je mogao, čamcima na vesla bježi u Italiju, a odatle za Sjedinjene države, Hoboken, New Jersey.[nedostaje izvor]

## Promet
Brodskom linijom je povezan s Malim Lošinjem, Rijekom i Pulom.

## Gospodarstvo
Svojevremeno su 97% Suska činili vinogradi. 
Otok je imao i svoju autohtonu vinsku sortu, trojišćinu.
Kao druga važna djelatnost na otoku je bilo pomorstvo; Suščani su bili poznati i kao vrsni mornari.

## Poznate osobe
- Gina Picinić, hrvatska pjevačica.

## Zanimljivosti
Otok je zemljopisni fenomen i zaštićena spomenička baština. Zabranjena je bilo kakva gradnja.
Poznati kao zatvorena zajednica, govorilo se da su suradnici iseljenih Suščana na dokovima u New Yorku, mahom Portorikanci i Afro-Amerikanci, prije naučili pričati suščanski nego Suščani engleski.

## Vanjske poveznice
- Turistička zajednica Lošinj  Arhivirana inačica izvorne stranice od 11. listopada 2011. (Wayback Machine)
- National Geographic  Arhivirana inačica izvorne stranice od 10. kolovoza 2007. (Wayback Machine)

- Klapa Susak  Arhivirana inačica izvorne stranice od 20. kolovoza 2008. (Wayback Machine) - udruge Susačkih iseljenika u Americi (engleski)